# Hasselblad (släkt)
Släkten Hasselblad är en svensk släkt. Namnet är känt även internationellt genom Hasselbladskameran, utvecklad av Victor Hasselblad.
Stamfader för släkten är Arvid (Jonsson) Hasselblad. Han föddes 1712 i Hasslösa församling, mellan Lidköping och Skara. Död 1782. Hasslösa skrevs i äldre tid också Hasselösa, vars namnform sannolikt legat till grund för namnet Hasselblad. Med detta namn har Arvid Jonsson första gången påträffats år 1735. Hans föräldrar var korpralen Jonas Rase (född omkring 1664–död 1738) och Ursula Tharmout (född omkring 1683, död 1770) i Hasslösa Bartel Jakobsgård. Arvid Hasselblad kom omkring 1740 till Värmland, där han först var bokhållare på Södra Forsnäs järnbruk i Alsters socken. År 1741 ingick han äktenskap med Greta Landberg, änka efter gruvfogden Johan Gunnarson vid Nordmarks gruvor, och han slog sig ner i Nordmark (nära Filipstad), som bergsman.
Parets son Lorens Hasselblad, 1747–1805, var bruksidkare i Nordmark i Värmland, och dennes son Arvid Hasselblad, 1776–1819, också bruksidkare, och gift med Christina Engel Geijer, sondotter till Henrik Geijer. De hade sonen Fredrik "Fritz" Victor Hasselblad, som var född den 8 april 1816 i Stöpsjöhyttan i Färnebo församling vid Filipstad i Värmland. Han var grosshandlare i Göteborg och grundade 1841 kortvarufirman F. W. Hasselblad. Gift med Susanna "Susen" Kjellberg.
Fritz Victor Hasselblads son Arvid Viktor Hasselblad (1846–1907), var handlare i Göteborg och anställd på F. W. Hasselblad 1869–1871, delägare 1871–1907. Han gifte sig med sin kusin Carolina Hasselblad. Deras son Karl Erik Hasselblad, född 1874 i Göteborg, död 1942 i Onsala, var civilingenjör (kemi) 1897 (KTH). Han gifte sig första gången 1903 i Göteborg med Maria Carlander (äktenskapet upplöst) och andra gången 1916 med Carin Lindmark. Med Maria Carlander blev han far till uppfinnaren Victor Hasselblad (1906–1978).
Författaren Viktor Rydberg var svärson till Fritz Victor Hasselblad och Susen Kjellberg.
Lorens Hasselblad var även far till garvaren i Filipstad Jonas Hasselblad (född 1791) och lantbrukaren på Dal Herman Hasselblad (född 1796). Jonas Hasselblad var far till bankkamreren och rådmannen i Filipstad Jonas Nathanael Hasselblad (1819-1883), far till Åke Hasselblad.

## Trivia
Enligt en tradition inom släkten, berättad av den kände släktforskaren Victor Örnberg, skall det på 1600-talet till Värmland ha kommit en västgöte vid namn Olof, kallad "Träd-Olof", eftersom han handlade med trävaror. Han förlovades med "en mamsell Landberg i Dalarne". Då hans svärfar önskade, att mågen skulle utvälja något släktnamn, lovade han att anta namnet efter det första föremål som de träffade på, efter att de kommit förbi en grind över vägen. Strax efter det föll ett löv ner på Olofs fot, som misslynt utropade: "ett hassellöv!" — "Nåja, du kan ju kalla dig Hasselblad", genmälte svärfadern. Och så blev det. 